# Liste des ministres de l'Éducation en Belgique francophone

## XIXeetXXesiècles- Éducation nationale
De 1878 – date de la création du portefeuille – à 1968, la Belgique disposait d'un unique ministre de l'éducation, pour l'ensemble du pays. Le terme officiel sera « Instruction publique » jusqu'en 1961, date à partir de laquelle les arrêtés de nomination des ministres emploieront le terme « Éducation nationale ».
| Nom                      | Nom                                | Parti                        | Mandat                                                         | Gouvernement(s)                                                        | Portefeuille ministériel                                 |
| ------------------------ | ---------------------------------- | ---------------------------- | -------------------------------------------------------------- | ---------------------------------------------------------------------- | -------------------------------------------------------- |
|                          | Pierre Van Humbeeck (1829-1890)    | Parti libéral                | 19 juin 1878 - 16 juin 1884 (5 ans, 11 mois et 28 jours)       | Frère-Orban II                                                         | Ministre de l'instruction publique                       |
|                          | Victor Jacobs (1838-1891)          | Parti catholique             | 16 juin 1884 - 26 octobre 1884 (4 mois et 10 jours)            | Malou II                                                               | Ministre de l’Intérieur et de l'Instruction publique     |
|                          | Joseph Thonissen (1816-1891)       | Parti catholique             | 26 octobre 1884 - 24 octobre 1887 (2 ans, 11 mois et 28 jours) | Beernaert                                                              | Ministre de l’Intérieur et de l'Instruction publique     |
|                          | Joseph Devolder (1842-1919)        | Parti catholique             | 24 octobre 1887 - 6 novembre 1890 (3 ans et 13 jours)          | Beernaert                                                              | Ministre de l’Intérieur et de l'Instruction publique     |
|                          | Ernest Mélot (1840-1910)           | Parti catholique             | 6 novembre 1890 - 2 mars 1891 (3 mois et 24 jours)             | Beernaert                                                              | Ministre de l’Intérieur et de l'Instruction publique     |
|                          | Jules de Burlet (1844-1897)        | Parti catholique             | 2 mars 1891 - 25 mai 1895 (4 ans, 2 mois et 23 jours)          | Beernaert                                                              | Ministre de l’Intérieur et de l'Instruction publique     |
| de Burlet                | Jules de Burlet (1844-1897)        | Parti catholique             | 2 mars 1891 - 25 mai 1895 (4 ans, 2 mois et 23 jours)          | Premier ministre, Ministre de l'Intérieur et de l'Instruction publique |                                                          |
| de Burlet                |                                    | Frans Schollaert (1851-1917) | Parti catholique                                               | 25 mai 1895 - 5 août 1899 (4 ans, 2 mois et 11 jours)                  | Ministre de l’Intérieur et de l'Instruction publique     |
| de Smet de Naeyer I      |                                    | Frans Schollaert (1851-1917) | Parti catholique                                               | 25 mai 1895 - 5 août 1899 (4 ans, 2 mois et 11 jours)                  | Ministre de l’Intérieur et de l'Instruction publique     |
| Vandenpeereboom          |                                    | Frans Schollaert (1851-1917) | Parti catholique                                               | 25 mai 1895 - 5 août 1899 (4 ans, 2 mois et 11 jours)                  | Ministre de l’Intérieur et de l'Instruction publique     |
|                          | Jules de Trooz (1857-1907)         | Parti catholique             | 5 août 1899 - 2 mai 1907 (7 ans, 8 mois et 27 jours)           | de Smet de Naeyer II                                                   | Ministre de l’Intérieur et de l'Instruction publique     |
|                          | Édouard Descamps (1847-1933)       | Parti catholique             | 2 mai 1907 - 5 août 1910 (3 ans, 3 mois et 3 jours)            | de Trooz                                                               | Ministre des Arts et des Sciences                        |
| Schollaert               | Édouard Descamps (1847-1933)       | Parti catholique             | 2 mai 1907 - 5 août 1910 (3 ans, 3 mois et 3 jours)            |                                                                        | Ministre des Arts et des Sciences                        |
|                          | Frans Schollaert (1851-1917)       | Parti catholique             | 5 août 1910 - 17 juin 1911 (10 mois et 12 jours)               | Schollaert                                                             | Premier ministre et Ministre des Arts et des Sciences    |
|                          | Prosper Poullet (1868-1937)        | Parti catholique             | 17 juin 1911 - 21 novembre 1918 (7 ans, 5 mois et 4 jours)     | de Broqueville I                                                       | Ministre des Arts et des Sciences                        |
| de Broqueville II        | Prosper Poullet (1868-1937)        | Parti catholique             | 17 juin 1911 - 21 novembre 1918 (7 ans, 5 mois et 4 jours)     |                                                                        | Ministre des Arts et des Sciences                        |
| Cooreman                 | Prosper Poullet (1868-1937)        | Parti catholique             | 17 juin 1911 - 21 novembre 1918 (7 ans, 5 mois et 4 jours)     |                                                                        | Ministre des Arts et des Sciences                        |
|                          | Alphonse Harmignie (1851-1931)     | Parti catholique             | 21 novembre 1918 - 2 décembre 1919 (1 an et 11 jours)          | Delacroix I                                                            | Ministre des Arts et des Sciences                        |
|                          | Jules Destrée (1863-1936)          | POB                          | 2 décembre 1919 - 16 décembre 1921 (2 ans et 14 jours)         | Delacroix II                                                           | Ministre des Arts et des Sciences                        |
| Carton de Wiart          | Jules Destrée (1863-1936)          | POB                          | 2 décembre 1919 - 16 décembre 1921 (2 ans et 14 jours)         |                                                                        | Ministre des Arts et des Sciences                        |
|                          | Eugène Hubert (1853-1931)          | technicien                   | 16 décembre 1921 - 16 octobre 1922 (10 mois)                   | Theunis I                                                              | Ministre des Arts et des Sciences                        |
|                          | Léon Leclère (1866-1944)           | technicien                   | 16 octobre 1922 - 8 novembre 1922 (23 jours)                   | Theunis I                                                              | Ministre des Arts et des Sciences                        |
|                          | Pierre Nolf (1873-1953)            | technicien                   | 8 novembre 1922 - 13 mai 1925 (2 ans, 6 mois et 5 jours)       | Theunis I                                                              | Ministre des Arts et des Sciences                        |
|                          | Léon Théodor (1853-1934)           | technicien                   | 13 mai 1925 - 17 juin 1925 (1 mois et 4 jours)                 | Van de Vyvere                                                          | Ministre de la Justice, des Arts et des Sciences         |
|                          | Camille Huysmans (1871-1968)       | POB                          | 17 juin 1925 - 22 novembre 1927 (2 ans, 5 mois et 5 jours)     | Poullet                                                                | Ministre des Arts et des Sciences                        |
| Jaspar I                 | Camille Huysmans (1871-1968)       | POB                          | 17 juin 1925 - 22 novembre 1927 (2 ans, 5 mois et 5 jours)     |                                                                        | Ministre des Arts et des Sciences                        |
|                          | Maurice Vauthier (1860-1931)       | Parti libéral                | 22 novembre 1927 - 18 mai 1931 (3 ans, 5 mois et 26 jours)     | Jaspar II                                                              | Ministre des Arts et des Sciences                        |
|                          | Robert Petitjean (1887-1951)       | Parti libéral                | 18 mai 1931 - 22 octobre 1932 (1 an, 5 mois et 4 jours)        | Jaspar II                                                              | Ministre des Arts et des Sciences                        |
| Renkin                   | Robert Petitjean (1887-1951)       | Parti libéral                | 18 mai 1931 - 22 octobre 1932 (1 an, 5 mois et 4 jours)        |                                                                        | Ministre des Arts et des Sciences                        |
|                          | Maurice August Lippens (1875-1956) | Parti libéral                | 22 octobre 1932 - 12 juin 1934 (1 an, 7 mois et 21 jours)      | de Broqueville III                                                     | Ministre de l'Instruction publique                       |
|                          | Victor Maistriau (1870-1961)       | Parti libéral                | 12 juin 1934 - 20 novembre 1934 (5 mois et 8 jours)            | de Broqueville III                                                     | Ministre de l'Instruction publique                       |
|                          | Jules Hiernaux (1881-1944)         | Parti libéral                | 20 novembre 1934 - 25 mars 1935 (4 mois et 5 jours)            | Theunis II                                                             | Ministre de l'Instruction publique                       |
|                          | François Bovesse (1890-1944)       | Parti libéral                | 25 mars 1935 - 13 juin 1936 (1 an, 2 mois et 19 jours)         | Van Zeeland I                                                          | Ministre de l'Instruction publique                       |
|                          | Julius Hoste (1884-1954)           | Parti libéral                | 13 juin 1936 - 15 mai 1938 (1 an, 11 mois et 2 jours)          | Van Zeeland II                                                         | Ministre de l'Instruction publique                       |
| Janson                   | Julius Hoste (1884-1954)           | Parti libéral                | 13 juin 1936 - 15 mai 1938 (1 an, 11 mois et 2 jours)          |                                                                        | Ministre de l'Instruction publique                       |
|                          | Octave Dierckx (1882-1955)         | Parti libéral                | 15 mai 1938 - 22 février 1939 (9 mois et 7 jours)              | Spaak I                                                                | Ministre de l'Instruction publique                       |
|                          | Edgard Blancquaert (1894-1964)     | technicien                   | 22 février 1939 - 16 avril 1939 (1 mois et 25 jours)           | Pierlot I                                                              | Ministre de l'Instruction publique                       |
|                          | Jules Duesberg (1881-1947)         | technicien                   | 16 avril 1939 - 5 janvier 1940 (8 mois et 20 jours)            | Pierlot II                                                             | Ministre de l'Instruction publique                       |
| Pierlot III              | Jules Duesberg (1881-1947)         | technicien                   | 16 avril 1939 - 5 janvier 1940 (8 mois et 20 jours)            |                                                                        | Ministre de l'Instruction publique                       |
|                          | Eugène Soudan (1880-1960)          | POB                          | 5 janvier 1940 - 28 août 1940 (7 mois et 23 jours)             | Ministre de l'Instruction publique                                     |                                                          |
|                          | Hubert Pierlot (1883-1963)         | Parti catholique             | 22 novembre 1940 - 4 mars 1942 (1 an, 3 mois et 10 jours)      | Pierlot IV                                                             | Premier ministre et Ministre de l'Instruction publique   |
|                          | Albert de Vleeschauwer (1897-1971) | Parti catholique             | 4 mars 1942 - 26 septembre 1944 (2 ans, 6 mois et 22 jours)    | Pierlot IV                                                             | Ministre des Colonies et de l'Instruction publique       |
|                          | Victor de Laveleye (1894-1945)     | Parti libéral                | 26 septembre 1944 - 12 février 1945 (4 mois et 17 jours)       | Pierlot V                                                              | Ministre de l'Instruction publique                       |
| Pierlot VI               | Victor de Laveleye (1894-1945)     | Parti libéral                | 26 septembre 1944 - 12 février 1945 (4 mois et 17 jours)       |                                                                        | Ministre de l'Instruction publique                       |
|                          | Auguste Buisseret (1888-1965)      | Parti libéral                | 12 février 1945 - 13 mars 1946 (1 an, 1 mois et 19 jours)      | Van Acker I                                                            | Ministre de l'Instruction publique                       |
| Van Acker II             | Auguste Buisseret (1888-1965)      | Parti libéral                | 12 février 1945 - 13 mars 1946 (1 an, 1 mois et 19 jours)      |                                                                        | Ministre de l'Instruction publique                       |
|                          | Léo Collard (1902-1981)            | PSB-BSP                      | 13 mars 1946 - 31 mars 1946 (18 jours)                         | Spaak II                                                               | Ministre de l'Instruction publique                       |
|                          | Herman Vos (1889-1952)             | PSB-BSP                      | 31 mars 1946 - 20 mars 1947 (11 mois et 17 jours)              | Van Acker III                                                          | Ministre de l'Instruction publique                       |
| Huysmans                 | Herman Vos (1889-1952)             | PSB-BSP                      | 31 mars 1946 - 20 mars 1947 (11 mois et 17 jours)              |                                                                        | Ministre de l'Instruction publique                       |
|                          | Camille Huysmans (1871-1968)       | PSB-BSP                      | 20 mars 1947 - 11 août 1949 (2 ans, 4 mois et 22 jours)        | Spaak III                                                              | Ministre de l'Instruction publique                       |
| Spaak IV                 | Camille Huysmans (1871-1968)       | PSB-BSP                      | 20 mars 1947 - 11 août 1949 (2 ans, 4 mois et 22 jours)        |                                                                        | Ministre de l'Instruction publique                       |
|                          | Léon Mundeleer (1885-1964)         | Parti libéral                | 11 août 1949 - 8 juin 1950 (9 mois et 28 jours)                | G. Eyskens I                                                           | Ministre de l'Instruction publique                       |
|                          | Pierre Harmel (1911-2009)          | PSC-CVP                      | 8 juin 1950 - 23 avril 1954 (3 ans, 10 mois et 15 jours)       | Duvieusart                                                             | Ministre de l'Instruction publique                       |
| Pholien                  | Pierre Harmel (1911-2009)          | PSC-CVP                      | 8 juin 1950 - 23 avril 1954 (3 ans, 10 mois et 15 jours)       |                                                                        | Ministre de l'Instruction publique                       |
| Van Houtte               | Pierre Harmel (1911-2009)          | PSC-CVP                      | 8 juin 1950 - 23 avril 1954 (3 ans, 10 mois et 15 jours)       |                                                                        | Ministre de l'Instruction publique                       |
|                          | Léo Collard (1902-1981)            | PSB-BSP                      | 23 avril 1954 - 26 juin 1958 (4 ans, 2 mois et 3 jours)        | Van Acker IV                                                           | Ministre de l'Instruction publique                       |
|                          | Maurits Van Hemelrijck (1901-1964) | PSC-CVP                      | 26 juin 1958 - 6 novembre 1958 (4 mois et 11 jours)            | G. Eyskens II                                                          | Ministre de l'Instruction publique                       |
|                          | Charles Moureaux (1902-1976)       | Parti libéral                | 6 novembre 1958 - 25 avril 1961 (2 ans, 5 mois et 19 jours)    | G. Eyskens III                                                         | Ministre de l'Instruction publique                       |
| G. Eyskens III (remanié) | Charles Moureaux (1902-1976)       | Parti libéral                | 6 novembre 1958 - 25 avril 1961 (2 ans, 5 mois et 19 jours)    |                                                                        | Ministre de l'Instruction publique                       |
|                          | Victor Larock (1904-1977)          | PSB-BSP                      | 25 avril 1961 - 13 juillet 1963 (2 ans, 2 mois et 18 jours)    | Lefèvre                                                                | Ministre de l'Éducation nationale et de la Culture       |
|                          | Henri Janne (1908-1991)            | PSB-BSP                      | 13 juillet 1963 - 28 juillet 1965 (2 ans, 2 mois et 18 jours)  | Lefèvre                                                                | Ministre de l'Éducation nationale et de la Culture       |
|                          | Renaat Van Elslande (1916-2000)    | PSC-CVP                      | 25 avril 1961 - 28 juillet 1965 (4 ans, 3 mois et 3 jours)     | Lefèvre                                                                | Ministre-adjoint à l'Éducation nationale et à la Culture |
|                          | Fernand Dehousse (1906-1976)       | PSB-BSP                      | 28 juillet 1965 - 19 mars 1966 (7 mois et 19 jours)            | Harmel                                                                 | Ministre de l'Éducation nationale                        |
|                          | Elie Van Bogaert (1919-1993)       | PSB-BSP                      | 28 juillet 1965 - 19 mars 1966 (7 mois et 19 jours)            | Harmel                                                                 | Secrétaire d'État à l'Éducation nationale                |
|                          | Frans Grootjans (1922-1999)        | PLP-PVV                      | 19 mars 1966 - 17 juin 1968 (2 ans, 2 mois et 29 jours)        | Vanden Boeynants I                                                     | Ministre de l'Éducation nationale                        |
|                          | Michel Toussaint (1922-2007)       | PLP-PVV                      | 19 mars 1966 - 17 juin 1968 (2 ans, 2 mois et 29 jours)        | Vanden Boeynants I                                                     | Secrétaire d'État à l'Éducation nationale                |

## XXesiècle- Éducation nationale (francophone)
À partir du Gouvernement Gaston Eyskens IV, la compétence de l'Éducation est scindée au sein du gouvernement national : un ministre de l'Éducation nationale est chargé de l'enseignement en langue française (en Wallonie et à Bruxelles), tandis qu'un autre se charge de l'enseignement en néerlandais (en Flandre et à Bruxelles), préfigurant l'évolution du pays vers un État fédéral. En 1988, une réforme de l'État transfère finalement cette compétence aux Communautés.
| Nom                 | Nom                          | Parti   | Mandat                                                        | Gouvernement(s)                                     | Portefeuille ministériel          |
| ------------------- | ---------------------------- | ------- | ------------------------------------------------------------- | --------------------------------------------------- | --------------------------------- |
|                     | Abel Dubois (1921-1989)      | PSB-BSP | 17 juin 1968 - 21 janvier 1972 (3 ans, 7 mois et 4 jours)     | G. Eyskens IV                                       | Ministre de l'Éducation nationale |
|                     | Léon Hurez (1924-2004)       | PSB-BSP | 21 janvier 1972 - 26 janvier 1973 (1 an et 5 jours)           | G. Eyskens V                                        | Ministre de l'Éducation nationale |
|                     | Michel Toussaint (1922-2007) | PRL     | 26 janvier 1973 - 25 avril 1974 (1 an, 2 mois et 30 jours)    | Leburton I                                          | Ministre de l'Éducation nationale |
| Leburton II         | Michel Toussaint (1922-2007) | PRL     | 26 janvier 1973 - 25 avril 1974 (1 an, 2 mois et 30 jours)    |                                                     | Ministre de l'Éducation nationale |
|                     | Antoine Humblet (1922-2011)  | PSC     | 25 avril 1974 - 3 juin 1977 (3 ans, 1 mois et 9 jours)        | Tindemans I                                         | Ministre de l'Éducation nationale |
| Tindemans II        | Antoine Humblet (1922-2011)  | PSC     | 25 avril 1974 - 3 juin 1977 (3 ans, 1 mois et 9 jours)        |                                                     | Ministre de l'Éducation nationale |
| Tindemans III       | Antoine Humblet (1922-2011)  | PSC     | 25 avril 1974 - 3 juin 1977 (3 ans, 1 mois et 9 jours)        |                                                     | Ministre de l'Éducation nationale |
|                     | Joseph Michel (1925-2016)    | PSC     | 3 juin 1977 - 3 avril 1979 (1 an et 10 mois)                  | Tindemans IV                                        | Ministre de l'Éducation nationale |
| Vanden Boeynants II | Joseph Michel (1925-2016)    | PSC     | 3 juin 1977 - 3 avril 1979 (1 an et 10 mois)                  |                                                     | Ministre de l'Éducation nationale |
|                     | Jacques Hoyaux (1930-2013)   | PS      | 3 avril 1979 - 18 mai 1980 (1 an, 1 mois et 15 jours)         | Martens I                                           | Ministre de l'Éducation nationale |
| Martens II          | Jacques Hoyaux (1930-2013)   | PS      | 3 avril 1979 - 18 mai 1980 (1 an, 1 mois et 15 jours)         |                                                     | Ministre de l'Éducation nationale |
|                     | Guy Mathot (1941-2005)       | PS      | 18 mai 1980 - 22 octobre 1980 (5 mois et 4 jours)             | Martens III                                         | Ministre de l'Éducation nationale |
|                     | Philippe Busquin (1941-)     | PS      | 22 octobre 1980 - 17 décembre 1981 (1 an, 1 mois et 25 jours) | Martens IV                                          | Ministre de l'Éducation nationale |
| M. Eyskens          | Philippe Busquin (1941-)     | PS      | 22 octobre 1980 - 17 décembre 1981 (1 an, 1 mois et 25 jours) | Ministre de l'Intérieur et de l'Éducation nationale |                                   |
|                     | Michel Tromont (1937-2018)   | PRL     | 17 décembre 1981 - 9 juin 1983 (1 an, 5 mois et 23 jours)     | Martens V                                           | Ministre de l'Éducation           |
|                     | André Bertouille (1932-)     | PRL     | 9 juin 1983 - 28 novembre 1985 (2 ans, 5 mois et 19 jours)    | Martens V                                           | Ministre de l'Éducation           |
|                     | André Damseaux (1937-2007)   | PRL     | 28 novembre 1985 - 9 mars 1987 (1 an, 3 mois et 9 jours)      | Martens VI                                          | Ministre de l'Éducation           |
|                     | Antoine Duquesne (1941-2010) | PRL     | 9 mars 1987 - 9 mai 1988 (1 an et 2 mois)                     | Martens VI                                          | Ministre de l'Éducation           |
| Martens VII         | Antoine Duquesne (1941-2010) | PRL     | 9 mars 1987 - 9 mai 1988 (1 an et 2 mois)                     |                                                     | Ministre de l'Éducation           |
|                     | Yvan Ylieff (1941-)          | PS      | 9 mai 1988 - 16 janvier 1989 (8 mois et 7 jours)              | Martens VIII                                        | Ministre de l'Éducation           |

## XXeetXXIesiècles- Communauté française de Belgique
La réforme constitutionnelle de 1988 transfère l'ensemble de la compétence de l'enseignement aux Communautés, à l'exception de la fixation de l'obligation scolaire, des conditions minimales pour la délivrance des diplômes et du régime des pensions des enseignants. Au sein du gouvernement (national) Martens VIII, le Vice-premier ministre et ministre des Réformes institutionnelles Philippe Moureaux se voit chargé, à partir du 11 juillet 1989, de la restructuration du Ministère de l'Éducation nationale. le 17 janvier 1989, Yvan Ylieff quitte le Gouvernement national pour intégrer le Gouvernement de la Communauté française, emportant avec lui le portefeuille de l'Éducation nationale.
Depuis 1989, l'enseignement obligatoire et l'enseignement supérieur ont systématiquement fait l'objet de portefeuilles ministériels distincts au sein du Gouvernement de la Communauté française. Entre juillet 1999 et juillet 2004, dans le gouvernement Hasquin, l'enseignement fondamental et l'enseignement secondaire ont même été provisoirement scindés, portant à trois le nombre de ministres francophones de l'enseignement. Ceci sans compter l'enseignement de la promotion sociale.

### Ministre de l'Enseignement obligatoire
| Nom        | Nom                             | Parti                   | Mandat                                                          | Gouvernement(s)                                                      | Portefeuille ministériel |
| ---------- | ------------------------------- | ----------------------- | --------------------------------------------------------------- | -------------------------------------------------------------------- | --- |
|            | Yvan Ylieff (1941-)             | PS                      | 17 janvier 1989 - 7 janvier 1992 (2 ans, 11 mois et 21 jours)   | Féaux                                                                | Ministre de l’Éducation et de la Recherche scientifique                                                                             |
|            | Elio Di Rupo (1951-)            | PS                      | 7 janvier 1992 - 26 janvier 1994 (2 ans et 19 jours)            | Anselme                                                              | Ministre de l’Éducation |
| Onkelinx I | Elio Di Rupo (1951-)            | PS                      | 7 janvier 1992 - 26 janvier 1994 (2 ans et 19 jours)            | Ministre de l’Éducation, de l’Audiovisuel et de la Fonction publique | |
| Onkelinx I |                                 | Philippe Mahoux (1944-) | PS                                                              | 26 janvier 1994 - 22 juin 1995 (1 an, 4 mois et 27 jours)            | Ministre de l’Éducation et de l’Audiovisuel                                                                                         |
|            | Laurette Onkelinx (1958-)       | PS                      | 22 juin 1995 - 22 juillet 1999 (4 ans et 1 mois)                | Onkelinx II                                                          | Ministre-présidente, chargée de l’Éducation, de l’Audiovisuel, de l’Aide à la Jeunesse, de l’Enfance et de la Promotion de la Santé |
|            | Jean-Marc Nollet (1970-)        | Ecolo                   | 22 juillet 1999 - 26 juillet 2004 (5 ans et 4 jours)            | Hasquin                                                              | Ministre de l’Enfance, chargé de l’Enseignement fondamental, de l’Accueil et des missions confiées à l’O.N.E.                       |
|            | Pierre Hazette (1939-)          | MR                      | 22 juillet 1999 - 26 juillet 2004 (5 ans et 4 jours)            | Hasquin                                                              | Ministre de l’Enseignement secondaire et de l'Enseignement spécial                                                                  |
|            | Marie Arena (1966-)             | PS                      | 26 juillet 2004 - 20 mars 2008 (3 ans, 7 mois et 23 jours)      | Arena                                                                | Ministre-présidente, chargée de l’Enseignement obligatoire et de la Promotion sociale                                               |
|            | Christian Dupont (1947-)        | PS                      | 20 mars 2008 - 16 juillet 2009 (1 an, 3 mois et 26 jours)       | Demotte I                                                            | Ministre de l'Enseignement obligatoire                                                                                              |
|            | Marie-Dominique Simonet (1959-) | cdH                     | 17 juillet 2009 - 16 juillet 2013 (4 ans)                       | Demotte II                                                           | Ministre de l'Enseignement obligatoire et de la Promotion sociale                                                                   |
|            | Marie-Martine Schyns (1977-)    | cdH                     | 17 juillet 2013 - 22 juillet 2014 (1 an et 5 jours)             | Demotte II                                                           | Ministre de l'Enseignement obligatoire et de la Promotion sociale                                                                   |
|            | Joëlle Milquet (1961-)          | cdH                     | 22 juillet 2014 - 18 avril 2016 (1 an, 8 mois et 27 jours)      | Demotte III                                                          | Vice-Présidente et ministre de l'Éducation, de la Petite Enfance, des Crèches et de la Culture                                      |
|            | Marie-Martine Schyns (1977-)    | cdH                     | 18 avril 2016 - 17 septembre 2019 (3 ans, 4 mois et 30 jours)   | Demotte III                                                          | Ministre de l'Éducation |
|            | Caroline Désir (1976-)          | PS                      | 17 septembre 2019 - 16 juillet 2024 (4 ans, 9 mois et 29 jours) | Jeholet                                                              | Ministre de l'Éducation |
|            | Valérie Glatigny (1973-)        | MR                      | Depuis le 16 juillet 2024 (10 mois et 25 jours)                 | Degryse                                                              | Vice-présidente et ministre de l'Enseignement et de la promotion sociale                                                            |

### Ministre de l'Enseignement supérieur
| Nom         | Nom                             | Parti       | Mandat                                                         | Gouvernement(s) | Portefeuille ministériel |
| ----------- | ------------------------------- | ----------- | -------------------------------------------------------------- | --- | --- |
|             | Jean-Pierre Grafé (1932-2019)   | PSC         | 11 mai 1988 - 7 janvier 1992 (3 ans, 7 mois et 27 jours)       | Féaux | Ministre de l’Enseignement, de la Formation, du Sport, du Tourisme et des Relations internationales |
|             | Michel Lebrun (1949-)           | PSC         | 7 janvier 1992 - 22 juin 1995 (3 ans, 5 mois et 15 jours)      | Anselme | Ministre de l’Enseignement supérieur, de la Recherche scientifique et des Relations internationales |
| Onkelinx I  | Michel Lebrun (1949-)           | PSC         | 7 janvier 1992 - 22 juin 1995 (3 ans, 5 mois et 15 jours)      | Ministre de l’Enseignement supérieur, de la Recherche scientifique, des Relations internationales et de l'Aide à la Jeunesse | |
|             | Jean-Pierre Grafé (1932-2019)   | PSC         | 22 juin 1995 - 11 décembre 1996 (1 an, 5 mois et 19 jours)     | Onkelinx II | Ministre de l’Enseignement supérieur, de la Recherche scientifique, du Sport et des Relations internationales |
|             | William Ancion (1941-)          | PSC         | 11 décembre 1996 - 22 juillet 1999 (2 ans, 7 mois et 11 jours) | Onkelinx II | Ministre de l’Enseignement supérieur, de la Recherche scientifique, du Sport et des Relations internationales |
|             | Françoise Dupuis (1949-)        | PS          | 22 juillet 1999 - 26 juillet 2004 (5 ans et 4 jours)           | Hasquin | Ministre de l’Enseignement supérieur et de la Recherche scientifique |
|             | Marie-Dominique Simonet (1959-) | cdH         | 26 juillet 2004 - 16 juillet 2009 (4 ans, 11 mois et 20 jours) | Arena | Vice-présidente et ministre de l’Enseignement supérieur, de la Recherche scientifique et des Relations internationales |
| Demotte I   | Marie-Dominique Simonet (1959-) | cdH         | 26 juillet 2004 - 16 juillet 2009 (4 ans, 11 mois et 20 jours) | | Vice-présidente et ministre de l’Enseignement supérieur, de la Recherche scientifique et des Relations internationales |
|             | Jean-Claude Marcourt (1956-)    | PS          | 16 juillet 2009 - 17 septembre 2019 (10 ans, 2 mois et 1 jour) | Demotte II | Vice-président et ministre de l'Enseignement supérieur |
| Demotte III | Jean-Claude Marcourt (1956-)    | PS          | 16 juillet 2009 - 17 septembre 2019 (10 ans, 2 mois et 1 jour) | Vice-président, ministre de l'Enseignement supérieur, de l'Enseignement de Promotion sociale et à la Recherche et aux Médias | |
|             | Valérie Glatigny (1973-)        | MR          | 17 septembre 2019 - 6 juillet 2023 (3 ans, 9 mois et 19 jours) | Jeholet | Ministre de l'Enseignement supérieur, de la Promotion sociale, de la Recherche scientifique, des Hôpitaux universitaires, de l'Aide à la jeunesse, des Maisons de Justice, de la Promotion de Bruxelles, de la Jeunesse et du Sport |
|             | Françoise Bertieaux (1958-)     | MR          | 7 juillet 2023 - 16 juillet 2024 (1 an et 9 jours)             | Jeholet | Ministre de l'Enseignement supérieur, de la Recherche scientifique, des Hôpitaux universitaires, de l'Aide à la jeunesse, des Maisons de Justice, de la Promotion de Bruxelles et de la Jeunesse.                                   |
|             | Élisabeth Degryse (1980-)       | Les Engagés | Depuis le 16 juillet 2024 (10 mois et 25 jours)                | Degryse | Ministre-présidente, chargée du Budget, de l'Enseignement supérieur, de la Culture, des Relations internationales et des Relations intra-francophones                                                                               |